# Рудолф фон Алт
Рудолф Ритер фон Алт (Беч, 28. август 1812 — Беч, 12. март 1905) био је аустријски сликар. Рођен као Рудолф Алт, могао је да се зове фон Алт и да носи титулу Ритера (витеза) након што је стекао племићки статус 1889.

## Биографија
Рођен у Бечу као син литографа Јакоба Алта (1789–1871) и брат сликара Франца Алта (1821–1914). Студирао је на Академији ликовних уметности у Бечу. Током излета кроз аустријске Алпе и северну Италију пробудила се љубав према пејзажима, по којима је касније постао чувен. Сликао је кистом акварелима у веома реалистичном и детаљном стилу. Године 1833, инспирисан посетом Венецији и суседним градовима, направио је и низ архитектонских слика, тј. слика грађевина и урбаних пејзажа.
Алт је показао изузетан таленат за исказивање одређених посебности у природи. Успео је да аутентично наслика природу фокусирајући се на различите нијансе неба, тонове боја ваздуха и вегетације. Његови каснији радови приближили су се импресионизму. Његови погледи на архитектуру били су занимљиви, а често је бирао свакодневне предмете за сликање. Сликање ентеријера такође је постало једна од његових јаких страна, чиме је такође привукао пажњу уметничке јавности у Бечу.
Посетио је и неко време радио у Риму и Напуљу, након тога је посетио језера Ломбардије, затим Галицију, Чешку, Далмацију, Баварску и потом се више пута враћао у Италију. Године 1863. отишао је на Крим, на позив руског цара Николаја Другог, да наслика неке визуре царичиног имања. Потом је 1865. отишао у Италију, а 1867. на Сицилију и тамо је усавршавао своју технику цртања воденим бојама, где је приметно како је његова техника цртања постала лежернија и мање детаљна.
Алт је умро у Бечу 1905. године. Већина његових слика чува се у разним музејима у Бечу. Албертина у Бечу је била домаћин ретроспективне изложбе од септембра 2005. до јануара 2006. године. Сахрањен је у Средишњем бечком гробљу.